# Víktor Moskalenko
Viktor Moskalenko, (nascut el 1960), és un jugador i escriptor d'escacs ucraïnès, que té el títol de Gran Mestre des de 1992, i que representa actualment la Federació Espanyola d'Escacs. Entre 1992 i 1994 fou segon del jugador d'elit Vassili Ivantxuk.
Resideix a Catalunya des de l'any 2000, i ha jugat molts anys al Campionat de Catalunya per equips amb l'Paretana d'Escacs i el Club d'Escacs Terrassa, tot i que el 2009 ho va fer amb l'Escola d'Escacs de Barcelona, equip al qual representa també el 2010. En el curs de la seva carrera d'escacs Moskalenko guanyat nombrosos torneigs internacionals, amb victòries sobre destacats rivals.
A la llista d'Elo de la FIDE de l'abril de 2023, hi tenia un Elo de 2443 punts, cosa que en feia el jugador número 47 (en actiu) de l'estat espanyol. El seu màxim Elo va ser de 2591 punts, a la llista juliol de 2011 (posició 264 al rànquing mundial).

## Resultats destacats en competició
El 1987 va guanyar el Campionat d'escacs d'Ucraïna. El 1988 fou segon a Lviv empatat amb Vassili Ivantxuk i Volodímir Malaniuk. El 1992 va guanyar l'Obert de París amb 10 punts d'11 partides i un torneig de categoria VII a Fuerteventura. Ha quedat primer classificat en el Campionat de Catalunya d'escacs en tres ocasions, els anys 2001, 2005 i 2007, tot i que la primera vegada el títol fou oficialment per a Antoni Gual, primer català classificat. Fou a més subcampió a l'edició de 2006, rere Josep Anton Lacasa.
El 2002 fou subcampió de l'Obert de Barberà del Vallès, amb 7 punts de 9 i a mig punt del campió colombià Jorge A. Gonzalez Rodriguez, i campió a l'any següent, amb 6½ de 9 empatant amb el segon classificat, el romanès George-Gabriel Grigore. El 2004 guanyà l'Actius de Vallfogona de Balaguer i subcampió de l'Actius de Santa Coloma de Queralt, i fou primer classificat, (per davant d'Oleg Kornéiev) del Circuit Català d'Oberts Internacionals d'Escacs (un guardó basat en els resultats obtinguts en una sèrie de 24 torneigs d'estiu a Catalunya). El 2005, a banda del Campionat absolut de Catalunya, va guanyar el Campionat de Catalunya de partides ràpides i l'Obert de La Pobla de Lillet, i fou subcampió del Torneig Magistral Casino de Barcelona, en el qual empatà al primer lloc amb Vassili Ivantxuk.
El 2008 vencé per segon cop al Circuit Català. El 2009 fou segon a l'Obert de Salou, i guanyà l'Obert de Vallfogona de Balaguer, per davant de l'argentí Fernando Peralta, en un any en què acabà tercer al Circuit Català (el campió fou Omar Almeida). El desembre del mateix any, guanyà el fort VI Obert Internacional Gran Hotel Bali, a Benidorm, amb una puntuació de 8½/11, per davant d'Aleksei Dréiev i de James Plaskett.
El juliol de 2010 guanyà l'Obert Internacional de Torredembarra, i fou segon al XII Torneig Internacional Sant Martí, rere el mexicà José González. El setembre de 2010 fou campió indiscutible de l'Obert de Vallfogona de Balaguer amb 9 punts d'11. El juny de 2011 fou tercer al Memorial Josep Lorente (el campió fou Karen Movsziszian).
El juliol de 2019 fou segon al XIX Obert Internacional d'Olot, mig per sota del campió, Pere Garriga i empatat amb Levan Aroshidze. L'agost de 2022 fou segon a la XXXI edició de l'Obert Internacional d'Escacs de La Pobla de Lillet, després del GM Daniel Alsina.

## Escriptor d'escacs
Moskalenko ha escrit nombrosos articles teòrics d'escacs. Col·labora habitualment, entre d'altres, amb New In Chess. És autor dels llibres:
- Moskalenko, Viktor. La defensa francesa.  Principat d'Andorra: Esfera, Setembre 2008. ISBN 978-99920-906-9-5.
- Moskalenko, Viktor. The Fabulous Budapest Gambit.  New In Chess, 2007. ISBN 978-90-5691-224-6.(anglès)
- Moskalenko, Viktor. Revolutionize Your Chess.  New In Chess, 2009. ISBN 978-90-5691-295-6.(anglès)

El 22 de gener de 2010, Moskalenko va presentar, a la seu del Club d'Escacs Petra, a Mallorca, la versió en català del seu llibre sobre el gambit Budapest, titulada "El fabulós gambit de Budapest". El volum, la versió catalana del qual és de la filla de l'autor, Lyudmyla Moskalenko, és editat per la Direcció Insular de Política Lingüística del Consell de Mallorca, i és un dels pocs exemples de literatura escaquística de qualitat en català.